# Mohamed Jeri
Mohamed Jeri, né un 15 mars à Ben Gardane, est un juriste et homme politique tunisien.

## Biographie
Mohamed Jeri est diplômé du cycle supérieur de l'École nationale d'administration en 1972.
Il devient directeur de cabinet de Rachid Sfar au Premier ministère.
Le 27 juillet 1988, il est nommé secrétaire général de la présidence avec rang de ministre dans le gouvernement Baccouche. Il est ensuite nommé secrétaire général de la présidence le 11 avril 1989, poste qu'il conserve dans le gouvernement Karoui, avant d'être désigné le 3 mars 1990 comme ministre-directeur du cabinet présidentiel dans ce même gouvernement.
Le 22 janvier 1997, il est nommé ministre des Finances, en remplacement de Nouri Zorgati. Il est remplacé à ce poste par Taoufik Baccar le 22 avril 1999.